# Õ Blésq Blom
Õ Blésq Blom é o quinto álbum de estúdio da banda brasileira de rock Titãs, lançado em 16 de outubro de 1989 pela WEA.

## Contexto
Durante a turnê do disco anterior (Go Back), na passagem por Recife, os Titãs encontraram na Praia de Boa Viagem um casal de músicos repentistas, Mauro e Quitéria (respectivamente, de 68 e 57 anos). Após ouvi-los e admirar sua performance, decidiram gravá-los lá mesmo, usando um gravador que o vocalista Paulo Miklos pegou. A música gravada foi usada como introdução do disco e dos shows das turnês subsequentes, e já começou a ser usada na turnê de Go Back.
Mauro era um ex-estivador do Porto do Recife e, por conta do constante contato com estrangeiros, aprendeu palavras em vários idiomas. Com a ajuda da esposa (que passou a guiá-lo a partir de 1982, quando ficou cego), ele percorria diariamente a praia cantando canções escritas em vários idiomas simultâneos - embora ele não soubesse o real significado das palavras - em troca de esmolas, marcando o tempo com um caxixi improvisado com pano, papelão e chumbo. Por sua participação no disco, o casal recebeu o pagamento de NCzS 6 mil (com suas apresentações na praia, costumavam faturar de NCzS 40 a NCzS 100 por dia). Mauro nunca havia ouvido uma gravação da própria voz antes.
Planejava-se convidar os músicos para se apresentarem na turnê de divulgação do disco com a banda, mas a participação não foi possível por limitações da produção dos shows. Na época da turnê, o vocalista/saxofonista Paulo Miklos e o guitarrista Marcelo Fromer anunciaram que planejavam produzir um disco de Mauro e Quitéria pela WEA.

## Gravação
Õ Blésq Blom foi gravado entre julho e setembro de 1989. Seu repertório de 12 músicas foi curado a partir de 30 composições.
Logo no primeiro mês de gravações, a mãe do baixista/vocalista Nando Reis morreu, e ele iniciou os trabalhos abalado pela morte dela, mas considerou que a atividade foi fundamental para que ele processasse o luto.
Durante as gravações do disco, foram visitados pelo casal Tina Weymouth e Chris Frantz, respectivamente baixista e baterista do Talking Heads.

## Faixas
"Miséria" foi escrita por Arnaldo Antunes, a letra era maior, Sérgio Britto e Paulo Miklos a encurtaram. Caetano Veloso declarou que ela fez o grupo atingir "o topo da MPB". A faixa "Faculdade" veio a Nando num sonho.
Várias outras faixas além das que foram lançadas foram criadas para o disco e acabaram ficando de fora. Duas delas foram aproveitadas no disco ao vivo Acústico MTV: "Nem 5 Minutos Guardados" e "A Melhor Forma". Outras seis tiveram suas versões iniciais lançadas posteriormente na coletânea E-Collection, de 2001, juntamente a outras raridades da banda. São elas: "Aqui É Legal", "Estrelas", "Eu Prefiro Correr", "Minha Namorada", "Porta Principal" e "Saber Sangrar".
"Eu Não Sei Fazer Música", lançada no disco Tudo ao Mesmo Tempo Agora em 1991, também foi escrita nessa época.

## Lançamento e divulgação
O álbum foi lançado no dia 16 de outubro em um show no Museu da Imagem e do Som de São Paulo. Como parte da campanha de divulgação do álbum, a banda contratou o grupo de grafiteiros Tupi Não Dá para escrever o título do álbum em pontos estratégicos de São Paulo. Chamaram também Caetano Veloso para escrever o comunicado de imprensa sobre o disco; seu filho Moreno escreveu um PS. O lançamento do disco veio junto com o lançamento do single "Flores".

### Título e capa
O título do disco (que pode ser "traduzido" como "os primeiros homens que andaram sobre a terra" ou "os primeiros habitantes da Terra") vem da letra da faixa de abertura; Nando afirma ter sido o provável responsável pela ideia de adotá-lo como nome da obra e afirma ter certeza de que sugeriu a grafia da letra "o" com til ("Õ"). Originalmente, a obra se chamaria Racio Címio.
A capa é uma colagem do vocalista Arnaldo Antunes, que produziu cinco trabalhos e a banda votou para decidir qual deles estamparia o disco.

## Repercussão e legado
"Com Õ Blésq Blom demos uma bela rasteira no grande público, que sempre vai junto com a onda." / "Poderíamos muito bem ter sentado no confortável trono da repetição, porque não havia nenhuma banda como nós, como aval da crítica, do público e do Caetano (risos)".

Branco Mello e Sérgio Britto (respectivamente) sobre Õ Blésq Blom
Em duas semanas, o álbum atingiu a marca de 100 mil cópias vendidas, recebendo por consequência o certificado de Disco de Ouro. Na altura do lançamento do disco seguinte, Tudo ao Mesmo Tempo Agora, estava na marca de 226 mil cópias vendidas. Segundo o Dicionário Cravo Albin da Música Popular Brasileira, o álbum vendeu 230 mil cópias. O jornalista Ricardo Alexandre falou em 400 mil em livro lançado em meados dos anos 1990.
Na revista Bizz, José Augusto Lemos chamou o álbum de "o vinil mais bem produzido que este país já viu". A publicação mais tarde consagraria o trabalho com o Prêmio Bizz de melhor disco tanto na votação do público quanto na da crítica.
Em 2007, foi eleito pela revista Rolling Stone Brasil como o 74º melhor disco da música brasileira. Dois anos antes, sua capa fora eleita pela então ressuscitada revista Bizz a 100ª principal capa da história do rock.
Em um artigo publicado um ano antes na mesma revista, o vocalista e tecladista Sérgio Britto considerou este álbum como um dos melhores que a banda havia feito, juntamente aos antecessores Cabeça Dinossauro e Jesus Não Tem Dentes no País dos Banguelas. Ele disse ainda que o trabalho, "se não influenciou, ao menos antecipou toda a onda do Mangue Beat e a mistura de MPB e música nordestina com elementos de rock e programações eletrônicas."
O então vocalista Paulo Miklos, em entrevista à mesma revista em 2012, disse também: "Na frente do palco da gente, estreando em Recife, estava todo mundo que seria do manguebeat, na primeira fila. [Fred] Zeroquatro [do Mundo Livre S/A] e a turma toda. Isso Chico Science quem me falou. Assim, aquele momento em que a gente pegou Mauro e Quitéria na praia e fez aquele disco foi um momento de laboratório para dar essa trombada estética que gera alguma coisa, do pop rock misturado com a música nordestina, com uma carga de brasilidade violenta e tal."

## Recepção da crítica
| Críticas profissionais | Críticas profissionais |
| Avaliações da crítica  | Avaliações da crítica  |
| Fonte                  | Avaliação              |
| ---------------------- | ---------------------- |
| Allmusic               | link                   |
| Jornal do Brasil       | [ 19 ]                 |

Escrevendo para o Jornal do Brasil, Aponean Rodrigues chamou o disco de "correto, gostoso de ouvir e de dançar e com instantes de poesia crítica". Analisou que Cabeça Dinossauro havia sido uma "demarcação de carreira", que Jesus Não Tem Dentes no País dos Banguelas fora a evolução desta demarcação e que Õ Blésq Blom consolidava esta evolução. Disse ainda que "seguindo por este caminho, em sua resplandescente [sic] ascenção [sic] ao olimpo do rock nacional para conquistar a coroa ou a pecha de melhor banda brasileira do gênero (...) os Titãs têm realizado um trabalho coerente e de qualidade." Ele também elogiou a produção, os vocais e as faixas, entre as quais não detectou nenhum "desnível".
No mesmo jornal, algumas edições depois, os críticos Fábio Rodrigues, Tárik de Souza e Aldir Blanc também teceram elogios ao disco na coluna "O disco em questão".

## Faixas
| Faixas de Õ Blésq Blom; créditos dados por IMMuB e Discos do Brasil |                                           |                                                        |                   |         |  |
| N.º                                                                 | Título                                    | Compositor(es)                                         | Vocais principais | Duração |  |
| 1.                                                                  | "Introdução por Mauro e Quitéria"         | Mauro, Quitéria                                        | Mauro e Quitéria  | 0:44    |  |
| 2.                                                                  | "Miséria"                                 | Arnaldo Antunes, Paulo Miklos, Sérgio Britto           | Sérgio, Paulo     | 4:27    |  |
| 3.                                                                  | "Racio Símio"                             | Arnaldo, Marcelo Fromer, Nando Reis                    | Nando             | 3:19    |  |
| 4.                                                                  | "O Camelo e o Dromedário"                 | Marcelo, Nando, Paulo, Tony Bellotto                   | Paulo             | 5:22    |  |
| 5.                                                                  | "Palavras"                                | Marcelo, Sérgio                                        | Sérgio            | 2:33    |  |
| 6.                                                                  | "Medo"                                    | Arnaldo, Marcelo, Tony                                 | Arnaldo           | 2:06    |  |
| 7.                                                                  | "Natureza Morta (apenas na versão de CD)" | Arnaldo, Liminha, Branco Mello, Marcelo, Paulo, Sérgio | Arnaldo e Branco  | 0:19    |  |
| 8.                                                                  | "Flores"                                  | Charles Gavin, Paulo, Sérgio, Tony                     | Branco            | 3:27    |  |
| 9.                                                                  | "O Pulso"                                 | Arnaldo, Marcelo, Tony                                 | Arnaldo           | 2:45    |  |
| 10.                                                                 | "32 Dentes"                               | Branco, Marcelo, Sérgio                                | Branco            | 2:30    |  |
| 11.                                                                 | "Faculdade"                               | Arnaldo, Branco, Marcelo, Nando, Paulo                 | Nando             | 3:13    |  |
| 12.                                                                 | "Deus e o Diabo"                          | Nando, Paulo, Sérgio                                   | Sérgio, Paulo     | 3:28    |  |
| 13.                                                                 | "Vinheta Final por Mauro e Quitéria"      | Mauro, Quitéria                                        | Mauro e Quitéria  | 0:35    |  |

## Créditos
Conforme Discos do Brasil:
Titãs
- Arnaldo Antunes: vocal
- Branco Mello: vocal
- Charles Gavin: bateria e percussão
- Marcelo Fromer: guitarra e violão (em "Medo" e "32 Dentes")
- Nando Reis: baixo e vocal
- Paulo Miklos: saxofone (em "Flores" e "Faculdade") e vocal
- Sérgio Britto: teclado e vocal
- Tony Bellotto: guitarra, violão (em "Flores") e violão de 12 cordas (em "32 Dentes")

Participações especiais
- Liminha: bateria eletrônica ("Miséria", "Deus e o Diabo" e "Faculdade"), guitarra ("O Pulso" e "Deus e o Diabo"), percussão eletrônica ("O Camelo e o Dromedário") e programação de teclados ("O Pulso", "Miséria" e "Deus e o Diabo").
- Mauro e Quitéria: introdução e vinheta final, com gravação na Praia de Boa Viagem, Recife, Pernambuco.

Pessoal técnico
- Coordenação de produção: Ana Tranjan
- Arranjos: Liminha e Titãs
- Engenharia de gravação e mixagem: Brad Gilderman e Liminha
- Engenheiros adicionais: Mauro Bianchi e Vitor Farias
- Assistentes de estúdio: João Carlos Fragoso, Mauro Bianchi e Milton Meier
- Assistentes técnicos: Luiz Fernando Pereira e Ricardo Garcia
- Coordenação gráfica e arte final: Silvia Panella
- Capa: Arnaldo Antunes
- Fotos: Isabel Garcia